# Alexei Gennadjewitsch Pepeljajew
Alexei Gennadjewitsch Pepeljajew (russisch Алексей Геннадьевич Пепеляев; * 16. Juni 1984 in Barnaul, Russische SFSR) ist ein russischer Eishockeyspieler, der seit August 2018 bei Buran Woronesch aus der Wysschaja Hockey-Liga unter Vertrag steht.

## Karriere
Alexei Pepeljajew begann seine Karriere als professioneller Eishockeyspieler bei Metallurg Nowokusnezk, für das er von 2001 bis 2004 in der russischen Superliga aktiv war. Anschließend spielte der Verteidiger ein Jahr lang für Motor Barnaul in der zweitklassigen Wysschaja Liga, ehe er zu seinem Ex-Club aus Nowokusnezk zurückkehrte. Mitte der Saison 2006/07 wechselte er von dort zum Ligarivalen Krylja Sowetow Moskau aus der Superliga. Die Saison 2007/08 begann er beim HK Lada Toljatti, stand im weiteren Verlauf der Spielzeit jedoch auch für die Zweitligisten Awtomobilist Jekaterinburg und HK Metschel Tscheljabinsk auf dem Eis.
Im Sommer 2008 unterschrieb Pepeljajew beim HK Jugra Chanty-Mansijsk aus der Wysschaja Liga, mit dem er in den folgenden beiden Jahren jeweils Zweitligameister wurde und 2010 zudem in die Kontinentale Hockey-Liga aufstieg.
Im Dezember 2014 wurde er zusammen mit Michail Olegowitsch Birjukow gegen Georgi Gelaschwili und  Pawel Walentenko von Torpedo Nischni Nowgorod eingetauscht.

## Erfolge und Auszeichnungen
- 2009 Wysschaja-Liga-Meister mit dem HK Jugra Chanty-Mansijsk
- 2010 Wysschaja Liga-Meister und Aufstieg in die KHL mit dem HK Jugra Chanty-Mansijsk

## Statistik
(Stand: Ende der Saison 2013/14)